# Götene
Götene este un oraș în Suedia.

## Demografie
| \| Evoluția demografică a zonei urbane Götene, 1970–2015 \| Evoluția demografică a zonei urbane Götene, 1970–2015 \| Evoluția demografică a zonei urbane Götene, 1970–2015 \| Evoluția demografică a zonei urbane Götene, 1970–2015 \| Evoluția demografică a zonei urbane Götene, 1970–2015 \| \| --------------------------------------------------------------------------------------- \| ----------------------------------------------------- \| ----------------------------------------------------- \| ----------------------------------------------------- \| ----------------------------------------------------- \| \| An \| \| \| Locuitori \| \| \| 1970 \| 1970 \| \| 3.818 \| 3.818 \| \| 1975 \| 1975 \| \| 4.447 \| 4.447 \| \| 1980 \| 1980 \| \| 4.591 \| 4.591 \| \| 1990 \| 1990 \| \| 5.027 \| 5.027 \| \| 1995 \| 1995 \| \| 4.973 \| 4.973 \| \| 2000 \| 2000 \| \| 4.655 \| 4.655 \| \| 2005 \| 2005 \| \| 4.727 \| 4.727 \| \| 2010 \| 2010 \| \| 4.933 \| 4.933 \| \| 2015 \| 2015 \| \| 5.027 \| 5.027 \| \| Sursa: SCB - Statistika Centralbyrån, Folkmängden per tätort. Vart femte år 1960 - 2016 \| \| \| \| \| |      |  |           |       |
| Evoluția demografică a zonei urbane Götene, 1970–2015 |      |  |           |       |
| An |      |  | Locuitori |       |
| 1970 | 1970 |  | 3.818     | 3.818 |
| 1975 | 1975 |  | 4.447     | 4.447 |
| 1980 | 1980 |  | 4.591     | 4.591 |
| 1990 | 1990 |  | 5.027     | 5.027 |
| 1995 | 1995 |  | 4.973     | 4.973 |
| 2000 | 2000 |  | 4.655     | 4.655 |
| 2005 | 2005 |  | 4.727     | 4.727 |
| 2010 | 2010 |  | 4.933     | 4.933 |
| 2015 | 2015 |  | 5.027     | 5.027 |
| Sursa: SCB - Statistika Centralbyrån, Folkmängden per tätort. Vart femte år 1960 - 2016 |      |  |           |       |